# Nico de Wolf
Nicolaas de Wolf, detto Nico, (Apeldoorn, 27 ottobre 1887 – Doesburg, 18 luglio 1967), è stato un calciatore olandese, di ruolo centrocampista.

## Carriera
A livello di club, de Wolf ha giocato per l'Haarlem.
Ha giocato cinque partite per la Nazionale olandese, prendendo parte anche alle Olimpiadi 1912 tenutesi a Stoccolma, dove l'Olanda si è classificata terza. Ha esordito il 22 ottobre 1910 a Kleve contro la Germania.

## Palmarès

### Club
- KNVB beker: 1

Haarlem: 1911-1912

### Nazionale
- Bronzo olimpico: 1

Stoccolma 1912

## Statistiche

### Cronologia presenze e reti in Nazionale
| Cronologia completa delle presenze e delle reti in nazionale ― Paesi Bassi | Cronologia completa delle presenze e delle reti in nazionale ― Paesi Bassi | Cronologia completa delle presenze e delle reti in nazionale ― Paesi Bassi | Cronologia completa delle presenze e delle reti in nazionale ― Paesi Bassi | Cronologia completa delle presenze e delle reti in nazionale ― Paesi Bassi | Cronologia completa delle presenze e delle reti in nazionale ― Paesi Bassi | Cronologia completa delle presenze e delle reti in nazionale ― Paesi Bassi | Cronologia completa delle presenze e delle reti in nazionale ― Paesi Bassi |
| Data                                                                       | Città                                                                      | In casa                                                                    | Risultato                                                                  | Ospiti                                                                     | Competizione                                                               | Reti                                                                       | Note                                                                       |
| -------------------------------------------------------------------------- | -------------------------------------------------------------------------- | -------------------------------------------------------------------------- | -------------------------------------------------------------------------- | -------------------------------------------------------------------------- | -------------------------------------------------------------------------- | -------------------------------------------------------------------------- | -------------------------------------------------------------------------- |
| 16-10-1910                                                                 | Kleve                                                                      | Germania                                                                   | 1 – 2                                                                      | Paesi Bassi                                                                | Amichevole                                                                 | -                                                                          |                                                                            |
| 19-3-1911                                                                  | Anversa                                                                    | Belgio                                                                     | 1 – 5                                                                      | Paesi Bassi                                                                | Amichevole                                                                 | -                                                                          |                                                                            |
| 29-6-1912                                                                  | Stoccolma                                                                  | Svezia                                                                     | 3 – 4                                                                      | Paesi Bassi                                                                | Olimpiadi 1912 - Turno di qualificazione                                   | -                                                                          |                                                                            |
| 4-7-1912                                                                   | Solna                                                                      | Paesi Bassi                                                                | 9 – 0                                                                      | Finlandia                                                                  | Olimpiadi 1912 - Finale 3º posto                                           | -                                                                          |                                                                            |
| 9-3-1913                                                                   | Anversa                                                                    | Belgio                                                                     | 3 – 3                                                                      | Paesi Bassi                                                                | Amichevole                                                                 | -                                                                          |                                                                            |
| Totale                                                                     |                                                                            | Presenze                                                                   | 5                                                                          |                                                                            | Reti                                                                       | 0                                                                          |                                                                            |